# 1332
| [ Edytuj tabelę ]                          |                                                                           |
| Król Polski                                | - 1320 Władysław I Łokietek 1333                                          |
| Książę Wielkopolski                        | - 1331 Kazimierz III Wielki 1333                                          |
| Król Albanii                               | - 1301 Filip I 1332 - 1332 Robert 1364                                    |
| Współksiążęta Andory                       | - 1326 Arnau de Llordà 1341 - 1315 Gaston II 1343                         |
| Król Angkoru                               | - 1327 Dżajawarman IX 1336                                                |
| Król Anglii                                | - 1327 Edward III 1377                                                    |
| Król Aragonii i Walencji, hrabia Barcelony | - 1327 Alfons IV Łagodny 1336                                             |
| Władca Azteków                             | - 1325 Tenoch 1376                                                        |
| Margrabia Brandenburgii                    | - 1320 Ludwik 1351                                                        |
| Książę Burgundii                           | - 1315 Eudes IV 1349                                                      |
| Książę Dolnej Bawarii                      | - 1309 Otto IV 1334 - 1309 Henryk XIV Bawarski 1339 - 1312 Henryk XV 1333 |
| Książę Górnej Bawarii                      | - 1294 Ludwik III 1340                                                    |
| Cesarz Bizancjum                           | - 1328 Andronik III Paleolog 1341                                         |
| Car Bułgarii                               | - 1331 Iwan Aleksander 1371                                               |
| Cesarz Chin                                | - 1329 Wenzong 1332 - 1332 Ningzong 1332                                  |
| Król Cypru                                 | - 1324 Hugo IV 1359                                                       |
| Król Czech                                 | - 1310 Jan Luksemburski 1346                                              |
| Król Danii                                 | - 1329 Krzysztof II 1332 - 1332 interregnum 1340                          |
| Władca Egiptu                              | - 1310 An-Nasir Muhammad 1341                                             |
| Cesarz Etiopii                             | - 1314 Amde Tsyjon I 1344                                                 |
| Król Francji                               | - 1328 Filip VI 1350                                                      |
| Król Gruzji                                | - 1314 Jerzy V Wspaniały 1346                                             |
| Hrabia Holandii                            | - 1304 Wilhelm III 1337                                                   |
| Cesarz Japonii                             | - 1318 Go-Daigo 1339                                                      |
| Kalif                                      | - 1302 Al-Mustakfi I 1340                                                 |
| Król Kastylii i Leónu                      | - 1312 Alfons XI 1350                                                     |
| Patriarcha Konstantynopola                 | - 1323 Izajasz 1334                                                       |
| Władca Korei                               | - 1330 Ch’unghye 1332 - 1332 Ch’ungsuk 1339                               |
| Wielki książę litewski                     | - 1316 Giedymin 1341                                                      |
| Cesarz Majapahitu                          | - 1328 Tribhuwana Widżajatunggadewi 1350                                  |
| Sułtan Maroka                              | - 1331 Abu al-Hassan Ali I 1350                                           |
| Książę Mediolanu                           | - 1329 Luchino 1339                                                       |
| Wielki książę moskiewski                   | - 1328 Iwan I Kalita 1340                                                 |
| Król Nawarry                               | - 1328 Joanna II z Nawarry i Filip z Évreux 1342                          |
| Król Norwegii                              | - 1319 Magnus Eriksson 1355                                               |
| Hrabia Palatynatu                          | - 1327 Rudolf II Wittelsbach 1353                                         |
| Papież                                     | - 1316 Jan XXII 1334                                                      |
| Król Portugalii                            | - 1325 Alfons IV 1357                                                     |
| Książę Rusi halickiej                      | - 1323 Jerzy II 1340                                                      |
| Cesarz Rzymski (niemiecki)                 | - 1314 Ludwik IV Bawarski 1347                                            |
| Książę Saksonii                            | - 1298 Rudolf I 1356                                                      |
| Car Serbii                                 | - 1331 Stefan Urosz IV Duszan 1355                                        |
| Król Szkocji                               | - 1329 Dawid II Bruce 1371 - 1332 Edward Balliol 1338                     |
| Król Szwecji                               | - 1319 Magnus Eriksson 1363                                               |
| Sułtan Turków                              | - 1324 Orchan 1360                                                        |
| Doża Wenecji                               | - 1328 Francesco Dandolo 1339                                             |
| Król Węgier                                | - 1308 Karol Robert 1342                                                  |
| Wielki mistrz zakonu krzyżackiego          | - 1331 Luther von Braunschweig 1335                                       |

Rok 1332 / MCCCXXXII
stulecia: XIII wiek ~
XIV wiek ~
XV wiek

lata: 1322 «
1327 «
1328 «
1329 «
1330 «
1331 «
1332
» 1333
» 1334
» 1335
» 1336
» 1337
» 1342

## Wydarzenia w Polsce
- 9 kwietnia – wkroczenie wojsk Zakonu krzyżackiego na Kujawy w trakcie wojny polsko-krzyżackiej (1327–1332)
- 19 kwietnia – po trzydniowej obronie zdobycie Brześcia Kujawskiego przez Krzyżaków
- 26 kwietnia – kapitulacja Inowrocławia przed Krzyżakami
- 12 lipca – kapitulacja Pakości, ostatniego punktu polskiej obrony na Kujawach
- 15 sierpnia  – wkroczenie polskiej armii na Ziemię chełmińską
- sierpień - zawarcie rozejmu między Królestwem Polskim i Zakonem krzyżackim
- 26 sierpnia – Jan Luksemburski nadał Krzyżakom prawa do Kujaw
- szturm i zdobycie przez Kazimierza Wielkiego należącego do książąt głogowskich miasta Kościan

## Wydarzenia na świecie
- 18 lipca – bitwa pod Rosokastro.
- 22 września – Bazyli Wielki Komnen został cesarzem Trapezuntu.

## Urodzili się
- 27 maja – Ibn Chaldun – historyk, socjolog, dyplomata, teolog islamski (zm. 1406)
- 18 czerwca – Jan V Paleolog, cesarz bizantyński (zm. 1391)

## Zmarli
- 8 stycznia – Andronik III Wielki Komnen, cesarz Trapezuntu (ur. ok. 1310)
- 13 lutego – Andronik II Paleolog, cesarz bizantyński (ur. 1259)
- 24 czerwca – Wincenty z Szamotuł, wojewoda poznański (ur. ?)
- 2 sierpnia – Krzysztof II, król Danii (ur. 1276)
- 6 sierpnia – Wilhelm XII z Owernii, hrabia Owernii (ur. ok. 1300)
- 19 listopada – Jakub Benfatti, włoski dominikanin, biskup Mantui (ur. ?)

- Data dzienna nieznana:
  - Wilhelm Durandus, francuski biskup i filozof (ur. ?)